# Club Atlético Chacarita Juniors 2025
Questa voce raccoglie le informazioni riguardanti il Club Atlético Chacarita Juniors nelle competizioni ufficiali della stagione 2025.

## Maglie e sponsor
Per la stagione 2025-2026, lo sponsor tecnico è Hummel, mentre il main sponsor sulla maglia è Creditfacil.
|  | Casa | Trasferta | Terza divisa |

## Rosa
Dati aggiornati al 20 luglio 2025.
| N. |                      | Ruolo | Calciatore         |
| -- | -------------------- | ----- | ------------------ |
| -- | Argentina (bandiera) | P     | Nicolás Avellaneda |
| -- | Argentina (bandiera) | P     | Juan Strumia       |
| -- | Argentina (bandiera) | D     | Santiago Acosta    |
| -- | Uruguay (bandiera)   | D     | Federico Andueza   |
| -- | Argentina (bandiera) | D     | Dylan Duran        |
| -- | Argentina (bandiera) | D     | Gonzalo Errecalde  |
| -- | Argentina (bandiera) | D     | Juan González      |
| -- | Argentina (bandiera) | D     | Federico Laurelli  |
| -- | Argentina (bandiera) | D     | Tomás Migliore     |
| -- | Argentina (bandiera) | D     | Nehuén Montoya     |
| -- | Argentina (bandiera) | D     | Agustín Quiroga    |
| -- | Argentina (bandiera) | D     | Juan Pablo Redondo |
| -- | Argentina (bandiera) | D     | Alejandro Rébola   |
| -- | Argentina (bandiera) | C     | Santiago Apa       |
| -- | Argentina (bandiera) | C     | Ricardo Blanco     |
| -- | Argentina (bandiera) | C     | Federico Bravo     |
| -- | Argentina (bandiera) | C     | Valentín Chocobar  |
| -- | Argentina (bandiera) | C     | Tobías Fernández   |
| -- | Argentina (bandiera) | C     | Valentín Gargiulo  |
| -- | Argentina (bandiera) | C     | Axel Guerra        |
| -- | Argentina (bandiera) | C     | Rodrigo González   |

| N. |                      | Ruolo | Calciatore           |
| -- | -------------------- | ----- | -------------------- |
| -- | Argentina (bandiera) | C     | Maximiliano Meléndez |
| -- | Argentina (bandiera) | C     | Antonio Napolitano   |
| -- | Argentina (bandiera) | C     | Tomás Ortiz          |
| -- | Argentina (bandiera) | C     | Luciano Perdomo      |
| -- | Argentina (bandiera) | C     | Maico Quiroz         |
| -- | Argentina (bandiera) | C     | Matías Rodríguez     |
| -- | Argentina (bandiera) | A     | Agustín Araujo       |
| -- | Argentina (bandiera) | A     | Lucas Brochero       |
| -- | Argentina (bandiera) | A     | Leandro Ciccolini    |
| -- | Argentina (bandiera) | A     | Ramiro Costa         |
| -- | Argentina (bandiera) | A     | Nicolás Cháves       |
| -- | Argentina (bandiera) | A     | Víctor Figueroa      |
| -- | Argentina (bandiera) | A     | Luciano Giménez      |
| -- | Argentina (bandiera) | A     | Santiago Landi       |
| -- | Argentina (bandiera) | A     | Misael Jaime         |
| -- | Argentina (bandiera) | A     | Adriano Nicastro     |
| -- | Colombia (bandiera)  | A     | Wilfran Quinto       |
| -- | Argentina (bandiera) | A     | Hernán Rivero        |
| -- | Argentina (bandiera) | D     | Tomás Oneto          |
| -- | Argentina (bandiera) | A     | Rodrigo Salinas      |

## Calciomercato
Dati aggiornati al 29 giugno 2025.

### Sessione estiva
| Acquisti         | Acquisti           | Acquisti           | Acquisti                  |
| R.               | Nome               | da                 | Modalità                  |
| ---------------- | ------------------ | ------------------ | ------------------------- |
| C                | Ricardo Blanco     |                    | definitivo (59 mila $)    |
| P                | Nicolás Avellaneda |                    | definitivo (svincolato)   |
| C                | Federico Bravo     |                    | definitivo (svincolato)   |
| A                | Agustín Araujo     |                    | definitivo (svincolato)   |
| D                | Alejandro Rébola   |                    | definitivo (svincolato)   |
| C                | Antonio Napolitano |                    | definitivo (svincolato)   |
| D                | Gonzalo Errecalde  |                    | definitivo (svincolato)   |
| C                | Valentín Gargiulo  |                    | definitivo (svincolato)   |
| C                | Santiago Apa       |                    | definitivo (svincolato)   |
| D                | Tomás Migliore     |                    | definitivo (svincolato)   |
| A                | Lucas Brochero     | Boca Juniors       | prestito                  |
| D                | Federico Andueza   | Sarmiento (J)      | prestito                  |
| C                | Tomás Ortiz        | Defensa y Justicia | prestito                  |
| A                | Leandro Ciccolini  | Gimnasia (M)       | prestito                  |
| P                | Juan Strumia       | Belgrano           | prestito                  |
| D                | Agustín Quiroga    | Independiente      | prestito                  |
| A                | Wilfran Quinto     |                    | definitivo (svincolato)   |
| D                | Juan González      | Aucas              | rientro prestito          |
| Altre operazioni |                    |                    |                           |
| C                | Enzo Hoyos         | Dep. Iquique       | rientro prestito          |
| D                | Tobías Morinigo    | Olimpia            | rientro prestito          |
| C                | Tomás Pizarro      | Zacapa             | rientro prestito          |
| D                | Simón Ávalos       | UAI Urquiza        | rientro prestito          |
| A                | Santiago Landi     |                    | aggregato dalle giovanili |
| D                | Juan Pablo Redondo |                    | aggregato dalle giovanili |
| A                | Adriano Nicastro   |                    | aggregato dalle giovanili |
| D                | Santiago Acosta    |                    | aggregato dalle giovanili |

| Cessioni         | Cessioni            | Cessioni          | Cessioni                |
| R.               | Nome                | a                 | Modalità                |
| ---------------- | ------------------- | ----------------- | ----------------------- |
| A                | Matías Pisano       |                   | svincolato              |
| A                | Fernando Brandán    |                   | svincolato              |
| C                | Nicolás Watson      |                   | svincolato              |
| D                | Cristian González   |                   | svincolato              |
| A                | Sebastián Cocimano  |                   | svincolato              |
| A                | Marcos Astina       |                   | svincolato              |
| D                | Matías Vera         |                   | svincolato              |
| D                | Sebastián Álvarez   |                   | svincolato              |
| D                | Gabriel Lazarte     |                   | svincolato              |
| A                | Matías Belloso      |                   | svincolato              |
| P                | Federico Losas      | Platense          | prestito                |
| D                | Santiago Daniele    | Banfield          | prestito                |
| C                | Julián Domke        | Central Ballester | prestito                |
| D                | Iván Cardozo        | Dep. Armenio      | prestito                |
| C                | Claudio Pombo       | Sarmiento (J)     | fine prestito           |
| P                | Marino Arzamendia   | Olimpia           | fine prestito           |
| A                | Exequiel Beltramone | Talleres (C)      | fine prestito           |
| Altre operazioni |                     |                   |                         |
| D                | Tobías Morinigo     | Olimpia           | definitiva (250 mila $) |
| C                | Enzo Hoyos          | Dep. Iquique      | definitiva (241 mila $) |
| C                | Tomás Pizarro       | Cañuelas          | prestito                |
| D                | Simón Ávalos        | Dep. Armenio      | prestito                |

### Sessione invernale
| Acquisti         | Acquisti         | Acquisti          | Acquisti         |
| R.               | Nome             | da                | Modalità         |
| ---------------- | ---------------- | ----------------- | ---------------- |
| A                | Misael Jaime     | Newell's Old Boys | definitivo       |
| C                | Julián Domke     | Central Ballester | rientro prestito |
| C                | Rodrigo González | Villa Dálmine     | rientro prestito |
| Altre operazioni |                  |                   |                  |
| R.               | Nome             | da                | Modalità         |
|                  |                  |                   |                  |

| Cessioni         | Cessioni        | Cessioni    | Cessioni                |
| R.               | Nome            | a           | Modalità                |
| ---------------- | --------------- | ----------- | ----------------------- |
| D                | Tomás Oneto     |             | definitiva (svincolato) |
| A                | Rodrigo Salinas |             | svincolato              |
| C                | Julián Domke    | Dep. Merlo  | prestito                |
| C                | Maico Quiroz    | Racing Club | fine prestito           |
| Altre operazioni |                 |             |                         |
| R.               | Nome            | da          | Modalità                |
|                  |                 |             |                         |

## Risultati
Dati aggiornati al 4 agosto 2025.

### Primera B Nacional (Zona B)
Il 20 dicembre 2024 si è tenuto il sorteggio dei due gironi e del calendario della Primera B Nacional, dal quale il Chacarita Juniors è stato aggregato nella Zona B.

#### Torneo regular
| Arbitro: | Bryan Ferreyra |

|  |           |               |
|  | Marcatori | 39’ H. Rivero |

| Arbitro: | Maximiliano Macheroni |

|                |           |               |
| M. Salerno 10’ | Marcatori | 55’ H. Rivero |

| Arbitro: | Ariel Penel |

|                |           |                 |
| I. Molinas 51’ | Marcatori | 63’ M. Meléndez |

| Arbitro: | Daniel Zamora |

|                |           |  |
| E. Aguirre 38’ | Marcatori |  |

| Arbitro: | Franco Acita |

|  |           |                                   |
|  | Marcatori | 23’ J. Antonini 90+5’ J. Ferreira |

| Arbitro: | Felipe Viola |

|  |           |                              |
|  | Marcatori | 52’ R. Salinas 60’ A. Araujo |

| Arbitro: | Fabrizio Llobet |

|                        |           |                |
| G. González 41’ (rig.) | Marcatori | 58’ R. Salinas |

| Arbitro: | Yamil Possi |

|  |           |                                       |
|  | Marcatori | 21’ F. Bravo 90+2’ (rig.) V. Figueroa |

| Arbitro: | Daniel Zamora |

|                                    |           |  |
| L. Ciccolini 69’ V. Figueroa 90+3’ | Marcatori |  |

| Arbitro: | Felipe Viola |

|  |           |                                                 |
|  | Marcatori | 49’ H. Rivero 86’ V. Figueroa 90+4’ V. Figueroa |

| Arbitro: | Bruno Amiconi |

|                                              |           |                                 |
| M. Meléndez 37’ H. Rivero 39’ F. Andueza 64’ | Marcatori | 27’ E. Gigliotti 75’ M. Córdoba |

| Santiago del Estero 27 aprile 2025, ore 17:00 UTC-3 12ª giornata | Mitre (SdE)     | 0 – 0 referto | Chacarita Juniors | Estadio Doctores José y Antonio Castiglione\| Arbitro: \| Javier Delbarba \| |
| Arbitro:                                                         | Javier Delbarba |               |                   |                                                                              |

| Arbitro: | Pablo Loustau |

|  |           |                                                   |
|  | Marcatori | 17’ (aut.) F. Andueza 30’ M. Silvera 79’ J. Mateo |

| Arbitro: | Jorge Baliño |

|           |           |                                                   |
| Acuña 20’ | Marcatori | 54’ F. Bravo 86’ G. Errecalde 90+4’ J.C. González |

| Arbitro: | Daniel Zamora |

|                                                               |           |  |
| H. Rivero 34’ S. Apa 38’ R. Blanco 76’ (rig.) M. Meléndez 78’ | Marcatori |  |

| Mendoza 25 maggio 2025, ore 20:30 UTC-3 16ª giornata | Gimnasia (M)  | 0 – 0 referto | Chacarita Juniors | Estadio Víctor Legrotaglie\| Arbitro: \| Bruno Amiconi \| |
| Arbitro:                                             | Bruno Amiconi |               |                   |                                                           |

| Arbitro: | Pablo Dóvalo |

|  |           |                 |
|  | Marcatori | 73’ A. Quintana |

| Arbitro: | Felipe Viola |

|                                                  |           |  |
| T. Ortiz 11’ A. Napolitano 21’ M. Meléndez 90+1’ | Marcatori |  |

| Arbitro: | Javier Delbarba |

|  |           |                   |
|  | Marcatori | 65’ J.C. González |

| Villa Maipú 28 giugno 2025, ore 15:00 UTC-3 20ª giornata | Chacarita Juniors | 0 – 0 referto | Nueva Chicago | Estadio de Chacarita Juniors\| Arbitro: \| Brian Ferreyra \| |
| Arbitro:                                                 | Brian Ferreyra    |               |               |                                                              |

| Arbitro: | Nazareno Arasa |

|  |           |                             |
|  | Marcatori | 29’ F. Pons 87’ E. González |

| Arbitro: | Juan Pafundi |

|             |           |            |
| M. Ruiz 19’ | Marcatori | 65’ S. Apa |

| Arbitro: | Felipe Viola |

|                           |           |             |
| S. Apa 45+3’ M. Jaime 60’ | Marcatori | 9’ G. Rocha |

| Arbitro: | Nicolás Lamolina |

|  |           |                                |
|  | Marcatori | 20’ M. Jaime 24’ J.C. González |

| Arbitro: | Edgardo Zamora |

|  |           |                                                |
|  | Marcatori | 27’ F. Caceres 61’ S. Briñone 90+4’ J. Benitez |

| Zárate 9 agosto 2025, ore 14:10 UTC-3 26ª giornata | Def. Unidos  | 0 – 0 referto | Chacarita Juniors | Estadio Mario Losinno\| Arbitro: \| Franco Acita \| |
| Arbitro:                                           | Franco Acita |               |                   |                                                     |

| Villa Maipú 16 agosto 2025, ore 14:05 UTC-3 27ª giornata | Chacarita Juniors | 0 – 0 referto | Temperley | Estadio de Chacarita Juniors\| Arbitro: \| Javier Delbarba \| |
| Arbitro:                                                 | Javier Delbarba   |               |           |                                                               |

| Santa Fe 23 agosto 2025, ore 18:00 UTC-3 28ª giornata | Colón (SF) | – referto | Chacarita Juniors | Estadio Brigadier Estanislao López |

| Villa Maipú 30 agosto 2025, ore 17:00 UTC-3 29ª giornata | Chacarita Juniors | – referto | Mitre (SdE) | Estadio de Chacarita Juniors |

| Resistencia 6 settembre 2025, ore 17:00 UTC-3 30ª giornata | Chaco For Ever | – referto | Chacarita Juniors | Stadio Juan Alberto García |

| Villa Maipú 13 settembre 2025, ore 17:00 UTC-3 31ª giornata | Chacarita Juniors | – referto | Almirante Brown | Estadio de Chacarita Juniors |

| Salta 20 settembre 2025, ore 17:00 UTC-3 32ª giornata | Central Norte (S) | – referto | Chacarita Juniors | Estadio Padre Ernesto Martearena |

| Villa Maipú 27 settembre 2025, ore 17:00 UTC-3 33ª giornata | Chacarita Juniors | – referto | Gimnasia (M) | Estadio de Chacarita Juniors |

| San Salvador de Jujuy 5 ottobre 2025, ore 17:00 UTC-3 34ª giornata | Gimnasia (J) | – referto | Chacarita Juniors | Estadio 23 de Agosto |

## Statistiche
Dati aggiornati al 16 agosto 2025.

### Statistiche di squadra
| Competizione       | P.ti | In casa | In casa | In casa | In casa | In casa | In casa | In trasferta | In trasferta | In trasferta | In trasferta | In trasferta | In trasferta | Totale | Totale | Totale | Totale | Totale | Totale | DR  |
| Competizione       | P.ti | G       | V       | N       | P       | Gf      | Gs      | G            | V            | N            | P            | Gf           | Gs           | G      | V      | N      | P      | Gf     | Gs     | DR  |
| ------------------ | ---- | ------- | ------- | ------- | ------- | ------- | ------- | ------------ | ------------ | ------------ | ------------ | ------------ | ------------ | ------ | ------ | ------ | ------ | ------ | ------ | --- |
| Primera B Nacional | 52   | 14      | 5       | 4       | 5       | 16      | 16      | 13           | 7            | 5            | 1            | 16           | 4            | 27     | 12     | 9      | 6      | 32     | 20     | +12 |
| Totale             | –    | 14      | 5       | 4       | 5       | 16      | 16      | 13           | 7            | 5            | 1            | 16           | 4            | 27     | 12     | 9      | 6      | 32     | 20     | +12 |

### Andamento in campionato

#### Zona B
| Giornata  | 1 | 2 | 3 | 4  | 5  | 6 | 7  | 8 | 9 | 10 | 11 | 12 | 13 | 14 | 15 | 16 | 17 | 18 | 19 | 20 | 21 | 22 | 23 | 24 | 25 | 26 | 27 | 28 | 29 | 30 | 31 | 32 | 33 | 34 |
| --------- | - | - | - | -- | -- | - | -- | - | - | -- | -- | -- | -- | -- | -- | -- | -- | -- | -- | -- | -- | -- | -- | -- | -- | -- | -- | -- | -- | -- | -- | -- | -- | -- |
| Luogo     | T | C | T | T  | C  | T | C  | T | C | T  | C  | T  | C  | T  | C  | T  | C  | C  | T  | C  | C  | T  | C  | T  | C  | T  | C  |    |    |    |    |    |    |    |
| Risultato | V | N | N | P  | P  | V | N  | V | V | V  | V  | N  | P  | V  | V  | N  | P  | V  | V  | N  | P  | N  | V  | V  | P  | N  | N  |    |    |    |    |    |    |    |
| Posizione | 2 | 7 | 6 | 10 | 13 | 8 | 10 | 7 | 4 | 2  | 2  | 2  | 5  | 3  | 2  | 2  | 5  | 4  | 2  | 2  | 3  | 3  | 2  | 1  | ?  | ?  | ?  |    |    |    |    |    |    |    |

Legenda:

Luogo: C = Casa; T = Trasferta. Risultato: R = Rinviata; V = Vittoria; N = Pareggio; P = Sconfitta.

### Statistiche individuali
| Giocatore     | Primera B Nacional | Primera B Nacional | Primera B Nacional | Primera B Nacional |
| Giocatore     | Presenze           | Reti               | Ammonizioni        | Espulsioni         |
| ------------- | ------------------ | ------------------ | ------------------ | ------------------ |
| S. Acosta     | 3                  | 0                  | 0                  | 0                  |
| F. Andueza    | 15                 | 1                  | 5                  | 0                  |
| S. Apa        | 19                 | 3                  | 5                  | 0                  |
| A. Araujo     | 11                 | 1                  | 1                  | 0                  |
| N. Avellaneda | 27                 | -21                | 0                  | 0                  |
| R. Blanco     | 23                 | 1                  | 3                  | 0                  |
| F. Bravo      | 24                 | 2                  | 9                  | 0                  |
| L. Brochero   | 2                  | 0                  | 1                  | 0                  |
| N. Cháves     | 14                 | 0                  | 0                  | 0                  |
| V. Chocobar   | 14                 | 0                  | 0                  | 0                  |
| L. Ciccolini  | 17                 | 1                  | 3                  | 0                  |
| R. Costa      | 5                  | 0                  | 1                  | 0                  |
| G. Errecalde  | 21                 | 1                  | 6                  | 0                  |
| T. Fernández  | 2                  | 0                  | 1                  | 0                  |
| V. Figueroa   | 22                 | 4                  | 2                  | 0                  |
| V. Gargiulo   | 2                  | 0                  | 0                  | 0                  |
| J. González   | 21                 | 3                  | 5                  | 1                  |
| M. Jaime      | 7                  | 2                  | 1                  | 0                  |
| M. Meléndez   | 23                 | 4                  | 1                  | 0                  |
| T. Migliore   | 6                  | 0                  | 1                  | 0                  |
| A. Nicastro   | 1                  | 0                  | 0                  | 0                  |
| A. Napolitano | 21                 | 1                  | 4                  | 0                  |
| T. Ortiz      | 21                 | 1                  | 2                  | 0                  |
| A. Quiroga    | 23                 | 0                  | 7                  | 0                  |
| M. Quiroz     | 3                  | 0                  | 0                  | 0                  |
| A. Rébola     | 21                 | 0                  | 6                  | 1                  |
| H. Rivero     | 24                 | 5                  | 2                  | 0                  |
| M. Rodríguez  | 5                  | 0                  | 0                  | 0                  |
| M. Quiroz     | 8                  | 0                  | 0                  | 0                  |
| R. Salinas    | 15                 | 2                  | 2                  | 0                  |